# Aschères-le-Marché
Aschères-le-Marché é uma comuna francesa na região administrativa do Centro, no departamento Loiret. Estende-se por uma área de 21,07 km². Em 2010 a comuna tinha 1 171 habitantes (densidade: 55,6 hab./km²).